# Auguste Coralli
Pour les articles homonymes, voir Coralli.
Auguste Jean Charles Coralli est un homme politique français né le 12 juin 1801 à Montpellier (Hérault) et décédé le 21 avril 1851 à Paris.
Avocat à Limoges, il est député de la Haute-Vienne de 1839 à 1842, siégeant à gauche, dans l'opposition à la Monarchie de Juillet. Il est de nouveau député de 1848 à 1851, siégeant à gauche avec les républicains modérés.

## Sources
- « Auguste Coralli », dans Adolphe Robert et Gaston Cougny, Dictionnaire des parlementaires français, Edgar Bourloton, 1889-1891 [détail de l’édition]